# Débora Nascimento
Débora Nascimento (Suzano, São Paulo, 16 de junio de 1985) es una actriz y modelo brasileña.

## Carrera
Débora Nascimento inicia su carrera como actriz en el cortometraje la mas Cérbero, de Gastão Coimbra. En televisión inicia su carrera con la telenovela Paraíso Tropical, donde interpretó a Elisa. En 2001, es la modelo del video del sencillo Tres de la banda peruana Libido. También participó en The Incredible Hulk, en Norteamérica. Después de eso, participa en Dos caras, donde interpreta a Andréia Bijou. 
En 2012, aparece en Avenida Brasil, donde interpreta a Tessália, actúa al lado de Débora Falabella, Murilo Benício, Cauã Reymond, Adriana Esteves, Marcello Novaes y Vera Holtz.

## Vida personal
En 2008, contrajo nupcias con el empresario Arthur Rangel y se divorcian en el año 2012. Desde ese mismo año, mantiene una relación con su compañero de telenovela José Loreto, hasta el año 2019.

## Filmografía

### Televisión
| Año  | Título                                                  | Personaje                    |
| ---- | ------------------------------------------------------- | ---------------------------- |
| 2007 | Paraíso Tropical                                        | Elisa                        |
| 2007 | Dos caras                                               | Andréia Bijou                |
| 2008 | Guerra & Paz                                            | Ruthinha                     |
| 2009 | Uma Noite no Castelo                                    | Zara                         |
| 2009 | Vivir la vida                                           | Roberta Viana                |
| 2011 | Fina estampa                                            | Cameo de modelo              |
| 2012 | Acampamento de Férias 3: O Mistério da Ilha do Corsário | Lola                         |
| 2012 | Avenida Brasil                                          | Tessália das Graças Mendonça |
| 2013 | Flor del Caribe                                         | Taís Soares                  |
| 2014 | Hombre nuevo                                            | Maria Carlota Valdez Vergara |
| 2014 | Por siempre                                             | Sueli Caldas                 |
| 2016 | Êta Mundo Bom!                                          | Filó                         |
| 2022 | Olhar Indiscreto                                        | Miranda                      |

### Cine
| Año  | Título               | Personaje    | Nota(s)           |
| ---- | -------------------- | ------------ | ----------------- |
| 2007 | Cérbero              | Maria Isabel | Cortometraje      |
| 2008 | The Incredible Hulk  | Martina      |                   |
| 2009 | Budapeste            | Teresa       |                   |
| 2012 | O Inventor de Sonhos | Matilda      |                   |
| 2014 | Tarzan               | Jane         | Doblaje portugués |
| 2018 | Overman              | Bethãnia     |                   |
| 2019 | O Olho e a Faca      | The Lover    |                   |